# Сюкуро Манабе
Сюкуро Манабе (на японски: 真鍋 淑郎) е японско-американски метеоролог и климатолог, който е пионер в използването на компютри за симулиране на глобалното изменение на климата. Получава Нобелова награда за физика през 2021 г., съвместно с Клаус Хаселман „За физично моделиране на климата на Земята, количествено определяне на изменчивостта и надеждно прогнозиране на глобалното затопляне“ (половината награда). Другата половина е присъдена на Джорджо Паризи „За откриване на взаимодействието на безпорядъка и флуктуациите във физичните системи от атомни до планетарни мащаби“. На пръв поглед изследванията на Паризи са много различни от тези на Манабе и Хаселман, но общата нишка е изследването на безпорядъка и флуктуациите в сложни системи.

## Биография
Роден е на 21 септември 1931 г. в село Шингу, префектура Ехиме, Япония. Защитава докторантура в Токийския университет през 1958 г. и заминава за Съединените американски щати, за да работи в лабораторията за геофизична флуидна динамика на Националната агенция на океанските и атмосферни изследвания до 1997 г. От 1997 до 2001 г. работи като директор на Отдела за изследване на глобалното затопляне в Япония. През 2002 г. се завръща в Съединените американски щати като гостуващ научен сътрудник по Програмата за атмосферни и океански науки в Принстънския университет.

## Научни постижения
През 60-те години на миналия век Манабе специализира физика на атмосферата, и по-специално разработването на физични модели, които да включват вертикалния транспорт на въздушните маси поради конвекция и да отчитат скритата топлина на водните пари. За опростяване на сложните изчисления той избира да редуцира мащаба до едномерен модел. Десетина години след Манабе, Клаус Хаселман успява да свърже времето и климата, като намира начин да „надхитри“ бързите и хаотични климатични промени, които толкова затрудняват изчисленията.

### Статии
- Manabe, Syukuro и др. Simulated climatology of a general circulation model with a hydrologic cycle //  Monthly Weather Review 93 (12).   American Meteorological Society, 1965. DOI:<0769:scoagc>2.3.co;2 10.1175/1520-0493(1965)093<0769:scoagc>2.3.co;2. с. 769 – 798.
- Manabe, Syukuro и др. Thermal Equilibrium of the Atmosphere with a Given Distribution of Relative Humidity //  Journal of the Atmospheric Sciences 24 (3).   American Meteorological Society, 1967. DOI:<0241:teotaw>2.0.co;2 10.1175/1520-0469(1967)024<0241:teotaw>2.0.co;2. с. 241 – 259.
- Manabe, Syukuro и др. Climate Calculations with a Combined Ocean-Atmosphere Model //  Journal of the Atmospheric Sciences 26 (4).   American Meteorological Society, 1969. DOI:<0786:ccwaco>2.0.co;2 10.1175/1520-0469(1969)026<0786:ccwaco>2.0.co;2. с. 786 – 789.
- Manabe, Syukuro и др. The Effects of Doubling the CO2Concentration on the climate of a General Circulation Model //  Journal of the Atmospheric Sciences 32 (1).   American Meteorological Society, 1975. DOI:<0003:teodtc>2.0.co;2 10.1175/1520-0469(1975)032<0003:teodtc>2.0.co;2. с. 3 – 15.
- Stouffer, R. J. и др. Interhemispheric asymmetry in climate response to a gradual increase of atmospheric CO2 //  Nature 342 (6250).   Springer, 1989. DOI:10.1038/342660a0. с. 660 – 662.
- Manabe, S. и др. Transient Responses of a Coupled Ocean–Atmosphere Model to Gradual Changes of Atmospheric CO2. Part I. Annual Mean Response //  Journal of Climate 4 (8).   American Meteorological Society, 1991. DOI:<0785:troaco>2.0.co;2 10.1175/1520-0442(1991)004<0785:troaco>2.0.co;2. с. 785 – 818.
- Manabe, S. и др. Transient Responses of a Coupled Ocean-Atmosphere Model to Gradual Changes of Atmospheric CO2. Part II: Seasonal Response //  Journal of Climate 5 (2).   American Meteorological Society, 1992. DOI:<0105:troaco>2.0.co;2 10.1175/1520-0442(1992)005<0105:troaco>2.0.co;2. с. 105 – 126.
- Manabe, Syukuro и др. Simulation of abrupt climate change induced by freshwater input to the North Atlantic Ocean //  Nature 378 (6553).   Springer, 1995. DOI:10.1038/378165a0. с. 165 – 167.
- Manabe, Syukuro и др. Study of abrupt climate change by a coupled ocean–atmosphere model //  Quaternary Science Reviews 19 (1 – 5).   Elsevier BV, 2000. DOI:10.1016/s0277-3791(99)00066-9. с. 285 – 299.
- Manabe, Syukuro, Broccoli, Anthony J. Beyond global warming : how numerical models revealed the secrets of climate change.   Princeton, Princeton University Press, 2020. ISBN 978-0-691-05886-3.